# Callum Harriott
Callum Harriott (ur. 4 marca 1994 w Norbury) – gujański piłkarz reprezentant Gujany oraz angielskiego klubu Colchester United F.C. Posiada również obywatelstwo brytyjskie.

## Kariera klubowa
Callum Harriott jest wychowankiem Charlton Athletic F.C. Po zakończeniu wieku juniora trafił do drużyny seniorów tego klubu, który reprezentował do 2016 roku. W 2015 roku trafił na roczne wypożyczenie do Colchester United F.C. W 2016 roku przeniósł się do Reading F.C. w którym występował do 2019 roku, po czym ponownie zawitał w Colchester United F.C. W klubie tym występuje do dziś.

## Kariera reprezentacyjna
Callum Harriott wystąpił w trzech spotkaniach reprezentacji Anglii U-19 w 2013 roku. Nie przeszkodziło mu to, aby 23 marca 2019 roku zadebiutować w reprezentacji Gujany w wygranym 2:1 meczu przeciwko Belize w ramach Ligi Narodów CONCACAF. Brał udział w Złotym Pucharze CONCACAF w 2019 roku Na dzień 26.11.2020 jego bilans spotkań to 7 występów i jeden gol.

## Bramki w reprezentacji
| Nr | Data              | Obiekt                                              | Przeciwnik | Bramka na | Rezultat | Zawody                          |
| -- | ----------------- | --------------------------------------------------- | ---------- | --------- | -------- | ------------------------------- |
| 1. | 15 listopada 2019 | Synthetic Track and Field Facility, Leonora, Gujana | Aruba      | 2–2       | 4:2      | Liga Narodów CONCACAF 2019/2020 |